# Valódi vöröshangya
A valódi vöröshangya (Formica (Formica)) a  vöröshangya (Formica) hangyanem típusos alneme (fajcsoportja) a 2020-as évekig 24 leírt fajjal. Egyes forrásokban „Formica rufa fajcsoport” néven szerepel.

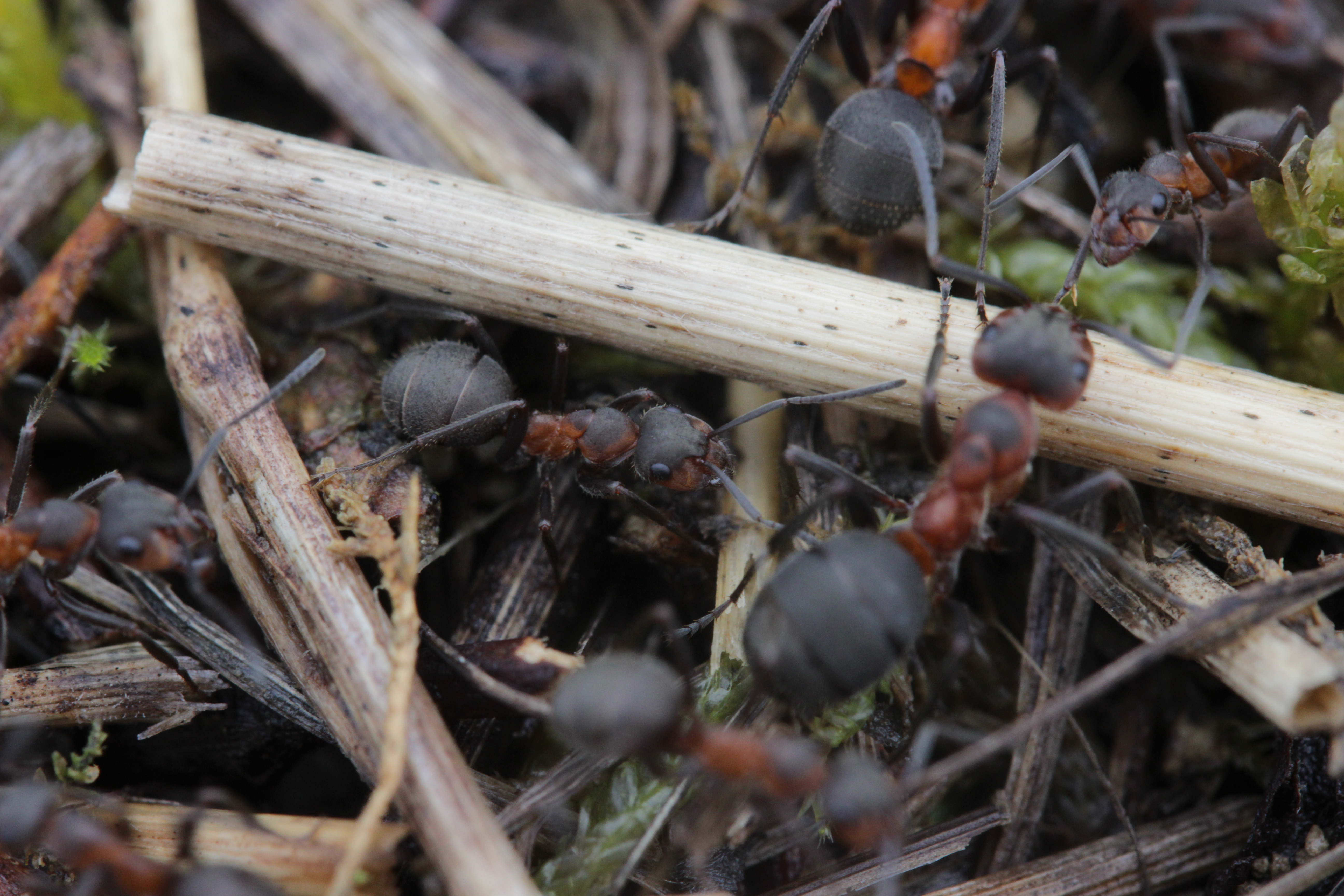
Réti vöröshangya (Formica pratensis) dolgozói

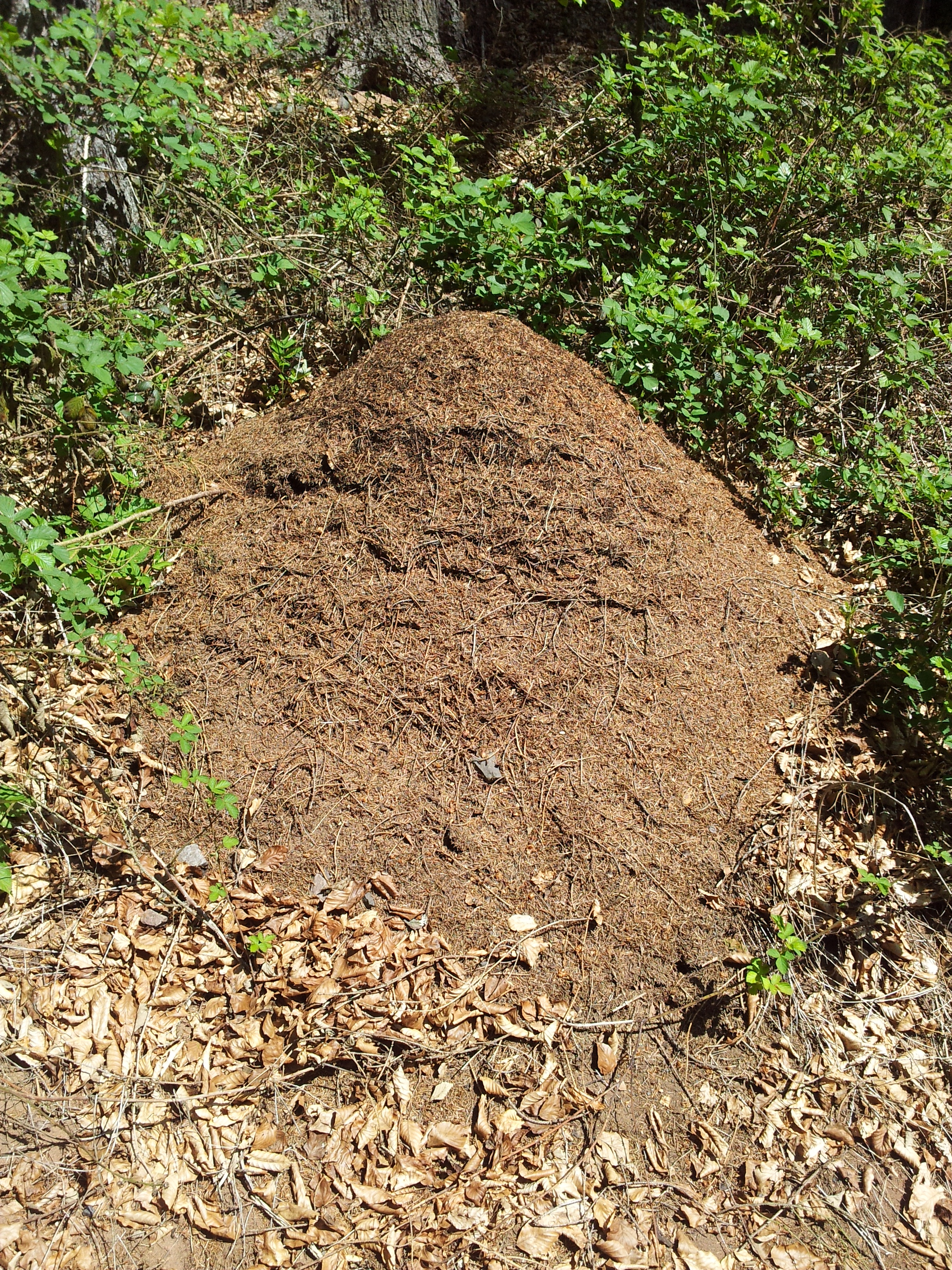
Erdei vöröshangya (Formica rufa) vára

Jelen összesítésünkben a hangyák életmódját ismertető részek szinte kizárólag az erdei fajokra vonatkoznak. A réti vöröshangya (Formica pratensis) életmódja az erdei fajokétól számos részletben különbözik.

## Származása, elterjedése
Holarktikus nem: fajai az északi féltekén — alapvetően annak szubtrópusi és mérsékelt éghajlati övében — terjedtek el.
Európában hat faja él, ebből Magyarországon három:
- kis vöröshangya (Formica polyctena)
- réti vöröshangya (Formica pratensis)
- erdei vöröshangya (Formica rufa)

További európai fajok:
- Formica aquilonia
- Formica lugubris
- Formica paralugubris [3]

## Megjelenése, felépítése
A fajok megkülönböztetése külső jellemzők alapján esetenként nagyon nehéz, így például az erdei vöröshangya (Formica rufa) – kis vöröshangya (Formica polyctena) csak gondos mikroszkópos vizsgálattal, a serték és szőrszálak száma alapján különböztethető meg. További jelentős gond, hogy egyes fajok könnyen hibridizálódnak egymással – így például:
- az erdei vöröshangya a kis vöröshangyával,
- a Formica aquilonia pedig a Formica paralugubris-szal,

Miközben az európai fajok makroszkóposan rendkívül hasonlítanak egymásra, magatartásuk nagyon is eltérő – olyannyira, hogy kolóniáikat gyakran könnyebb azonosítani a terepen, viselkedésük alapján, mint a laborban, mikroszkóp alatt.

## Életmódja, élőhelye
Lomb- és tűlevelű erdők meleg talaján fészkel. Generalista ragadozó, de emellett sok mézharmatot is fogyaszt. Tömegesen ejt el különféle növényevő rovarokat, elsősorban a fák lombkoronájában. A lombevő rovarok számát hatékonyan csökkentheti. Rovarokat főleg késő tavasszal, kora nyáron zsákmányol, mert az utódgondozás sikere érdekében ebben az időszakban van a legnagyobb szüksége fehérjére. Életritmusa úgy alakult, hogy ez az időszak az, amikor tömegesen jelennek meg kedvenc prédáik, a lomb- és a tűlevélfogyasztó rovarok (lepkék, levéldarazsak) lárvái. Késő nyáron inkább mézharmatot gyűjtenek, miként akkor is, ha nem jutnak egyéb táplálékhoz. Az erdei vöröshangya többnyire abbahagyja a mézharmat gyűjtését, ha valamelyik potenciális táplálékrovar népessége ugrásszerűen megnő.
Fészkei tűlevelekből felkupacolt kúpok, amikkel jól alkalmazkodik a mérsékelt égöv téli hidegéhez. A tűlevelek viszonylag lassan bomlanak, mert a gyanta konzerválja őket. Ezért a minden évben továbbépített a fészkek magassága megközelítheti a két métert. A közös eredetű egymással együttműködő fészkek többkirálynős szuperkolóniákká fejlődhetnek. Az
ilyen fészek hőháztartása ideális. Áprilistól októberig a belső hőmérséklet 20-30°C. A napsugárzáson kívül fűti a levelek rothadásával gerjesztett hő és a hangyák testmelege is. A légkondicionálás fő módszere bejáratok nyitása és zárása.

### Ragadozó magatartása
Egy magyarországi felmérés szerint táplálékuk átlagos összetétele:
- 45 % rovar,

- 42 % mézharmat (levéltetű-váladék),
- 6 % (kiszivárgó) nedv,
- 4 % mag,
- 3 % gomba és egyéb.

Egy hasonló, németországi felmérés szerint a táplálék:
- 33 %-a rovar,
- 62 %-a mézharmat,
- 5 %-a gyanta, gomba, állattetem és mag.

Csaknem százéves adatok szerint az elfogyasztott rovarok:
- 42 %-a erdészeti szempontból kártevő,
- 28 %-a erdészetileg közömbös,
- 16 %-a erdészetileg hasznos,
- 14 %-a meg nem határozható.

Ezek az arányok jelentősen eltolódhatnak egy-egy táplálékrovar tömeges megjelenésekor vagy ha a potenciális táplálék forrás közvetlenül a fészekhez közel van.
Áldozatait rágójával sebzi, és a sebbe a róla elnevezett hangyasavat fecskendezi.
Néhány példa a rajzás idején tömegesen zsákmányolt rovarokra:
- fenyő-bagolylepke (Panolis flammea),
- lucfenyő-levéldarázs (Pristiphora abietina),
- tölgyilonca (Tortrix viridana),
- kis téliaraszoló (Operophtera brumata),

Némely rovarokat (ismeretlen okokból) egyáltalán nem támadnak meg. Magyarországon jellegzetes példa erre:
- a tölgy-csipkéspoloska (Corythuca arcuata),

Ragadozó aktivitását jelentősen befolyásolják a külső körülmények, főleg a hőmérséklet.

### Gyűjtögető tevékenysége
Kalóriaszükségletének kielégítéséhez nem szorul szigorúan a mézharmatra; számára a (florális és extraflorális) nektár is megfelel.
Emellett valószínűsítik, hogy a hangyafészkekben talált bogármaradványok többsége nem vadászzsákmány, hanem a hangyák eleve tetemeket cipeltek be a bolyba.
A mézharmatot a növénytetvek (Sternorrhyncha) közé tartozó levéltetvektől (Aphidoidea) és kéregtetvektől (Psocoptera) gyűjti. A hangyák és a  növénytetvek együttélése a szimbiózis egyik legtöbbet tanulmányozott és legjobban dokumentált példája. Az erdei vöröshangya hajlamos megakadályozni, hogy más rovar is gyűjthessen mézharmatot az általa védett fákról. A katicabogárfélék lárváit és imágóit is elüldözi, ezért azok csak akkor támadnak a hangyák által gondozott levéltetvek telepeire, ha „szabad” (gondozatlan) levéltetveket nem találnak. Több katicabogár faj is megtanult a hangyák agresszivitása ellen valamilyen kémiai vagy fizikai módon (részben) védekezni.

#### A hangyák és a növénytetvek szimbiózisa
A hangyák csak ritkán eszik meg ezeket a rovarokat, viszont nemcsak a mézharmatot kedvelik, de a tetvek egyéb mirigyváladékait is. A kapcsolat mindkét fél számára előnyös, mert a hangyák táplálékuk védelmében megvédik a növénytetveket élősködőiktől és ragadozóiktól, a kéregtetveket védve pedig közvetve magukat a növényeket is védik. A mézharmat eltávolítása higiéniailag is fontos, mert a felhalmozódó cukros váladék a kórokozók (például gombák) táptalaja. Az ezredforduló után kimutatták, hogy a valódi vöröshangyák felismerik a rovarpatogén Beauveria bassiana gombával fertőzött levéltetveket. Ezeket haladéktalanul eltávolítják a telepekről, így gátolva meg a fertőzés tovaterjedését. A valódi levéltetűfélék (Aphididae)  egyes fajai, például:
- Lachnus taeniatoides,
- Anuraphis farfarae
- Byrsocrypta caerulescens)

odáig jutottak a szimbiózisban, hogy mér csak a hangyák segítségével képesek ürüléküktől megszabadulni.
A gondozott levéltetvek — például a sörtés juhar levéltetű (Periphyllus testudinaceus) — jóval több mézharmatot termelnek, mint a nem gondozottak. Emellett a védett fákon a levéltetvek intenzíven el is szaporodnak. Ezeket a védett fákat a hangyák nemcsak a levéltetvek ragadozóitól, de a lombfogyasztó rovaroktól is védik, amivel legalábbis ellensúlyozzák a levéltetvek megnövekedett kártételét.

### A hangyaboly, mint szuperszervezet
Bolya (amit gyakran hangyavárnak neveznek) felszín alatti járatokból és az ezek fölött felhalmozott növényi anyagokból (fenyőerdőkben jellemzően tűlevelekből) áll. A bolyok igen népesek: egyesekben egymilliónál is több egyed él. Ezek a bolyok gyakran többkirálynős (poligín) és nem ritkán többfészkes (polidóm) jellegűek. A Formica lugubris sokfészkű szuperszervezetének kiterjedése elérheti a 0,7 km²-t, a fészkek száma az 1200-at — mindezt sok millió dolgozóval.
A hazai fajok közül az erdei vöröshangya (Formica rufa) kolóniái általában egyfészkesek. A legnagyobb területet belakó kolónia 11 fészket számlált. A legnagyobb dokumentált boly átmérője elérte a 9, magassága a 2 métert. A fészkek anyaga sok szerves anyagot tartalmaz, koncentráltan. Ezeket a közeli fák hasznosítani tudják, ami serkenti növekedésüket. Ezzel a hangyák fészkei a talaj  összetételét és szerkezetét is kedvezően befolyásolják.
A kis vöröshangya (Formica polyctena) nagy területet lefedő többfészkes kolóniákban él úgy, hogy a nagyobb fészkekhez közeli kisebb fészkeket úthálózat köti össze. A réti vöröshangya (Formica pratensis) — amint erre neve is utal — elsősorban nyílt füves területen, legelőkön, kaszálókon fordul elő, de ritkán az erdőszéleken is megtelepszik. Kolóniái jellemzően többfészkesek.

### Együttélések
Az erdei vöröshangya (Formica rufa) és a kis vöröshangya (Formica polyctena) nemcsak hibridizál, de bolyaikban gyakori az allometrózis (a különböző fajú egyedek együttes előfordulása) is. Ezt a  jelenséget egyaránt okozhatja (okozza) az elárvult, illetve eltévedt egyedek befogadása és a másik fajba tartozó királynők adoptálása.

### Szaporodása
Fiatal királynői el tudják foglalni valamely azonos vagy rokon faj fészkét. A behatoláshoz először a kiszemelt fészek anyagából vagy dolgozóitól megszerzik az adott boly azonosító illatanyagát — ezután a dolgozók beengedik őket a fészekbe. Ott megkeresik és megtámadják a boly (addigi) királynőjét. A dolgozók a győztest elfogadják királynőjüknek, a vesztest tápanyagnak hasznosítják (Tartally).